# María Gracia
María Gracia (Sevilla, 12 de junio de 1964) es una actriz y cantante española, más conocida por interpretar el papel de Bellita Del Campo en la telenovela Acacias 38.

## Biografía
María Gracia nació el 12 de junio de 1964 en Sevilla, en la comunidad de Andalucía (España), y además de la actuación también se dedica a la música.

## Carrera
María Gracia en 1989 firmó su primer contacto artístico-profesional, en el programa de RTVE Gente Joven, del que resultó ganadora. En 1990 firmó con el sello discográfico Fonomusic y lanzó varios sencillos como Luna Rota y Marea (en 1991), Pensar En Ti, La Noche de Mil Colores y Loco corazón (en 1992), De Frente (en 1994). Con los dos últimos álbumes, fue nominada a los AIE Music Awards.
En 2017 actuó en el cortometraje Afectos y efectos dirigido por Octavio Lasheras. En 2017 y 2018 formó parte del elenco de la serie Centro médico. En 2018 interpretó el papel de Rosa en el cortometraje Tercera edad dirigido por Octavio Lasheras. Al año siguiente, 2019, interpretó el papel de Micaela en el cortometraje El Pleno dirigido por Octavio Lasheras y Anna Utrecht.
De 2019 a 2021 fue elegida por TVE para interpretar el papel de Bellita Del Campo en la telenovela emitida en La 1 Acacias 38 y donde actuó junto a actores como Manuel Bandera, Aroa Rodríguez, Susana Soleto, José Pastor, Aria Bedmar y Abril Montilla. En 2020 ocupó el papel de Rosa en la película Amalia en el otoño dirigida por Octavio Lasheras y Anna Utrecht. En el mismo año protagonizó el cortometraje Separad@s en cuarentena: El hijo dirigido por Octavio Lasheras y Anna Utrecht. También en 2020 participó en el programa de televisión Telepasión española, emitido en La 1 . En 2021 interpretó el papel de María de Carmona en la película La ley del embudo dirigida por Alfredo Carrasco Alonso. En 2022 interpretó el papel de Claudia en los cortometrajes Separad@s en cuarentena: La sobrina y Separad@s en cuarentena: El compañero ambos spin-offs del cortometraje de 2020 Separad@s en cuarentena: El hijo.

## Filmografía

### Cine
| Año  | Título             | Personaje        | Director                        |
| ---- | ------------------ | ---------------- | ------------------------------- |
| 2020 | Amalia en el otoño | Rosa             | Octavio Lasheras y Anna Utrecht |
| 2021 | La ley del embudo  | María de Carmona | Alfredo Carrasco Alonso         |

### Televisión
| Año       | Título        | Personaje                       | Notas         |
| --------- | ------------- | ------------------------------- | ------------- |
| 2017-2018 | Centro médico |                                 | 2 episodios   |
| 2019-2021 | Acacias 38    | María Bella "Bellita" Del Campo | 495 episodios |
| 2023      | El pueblo     | Chica restaurante               | 1 episodio    |

### Cortometrajes
| Año  | Título                                | Personaje | Director                        |
| ---- | ------------------------------------- | --------- | ------------------------------- |
| 2017 | Afectos y efectos                     |           | Octavio Lasheras                |
| 2018 | Tercera edad                          | Rosa      | Octavio Lasheras                |
| 2019 | El Pleno                              | Micaela   | Octavio Lasheras y Anna Utrecht |
| 2020 | Separad@s en cuarentena: El hijo      | Claudia   | Octavio Lasheras y Anna Utrecht |
| 2022 | Separad@s en cuarentena: La sobrina   | Claudia   | Octavio Lasheras y Anna Utrecht |
| 2022 | Separad@s en cuarentena: El compañero | Claudia   | Octavio Lasheras y Anna Utrecht |

## Programas de televisión
| Año  | Título              | Canal |
| ---- | ------------------- | ----- |
| 2020 | Telepasión española | La 1  |

## Discografía

### Individual
| Año  | Título                  | Autor        |
| ---- | ----------------------- | ------------ |
| 1991 | Luna Rota               | María Gracia |
| 1991 | Marea                   | María Gracia |
| 1992 | Pensando en ti          | María Gracia |
| 1992 | La Noche de Mil Colores | María Gracia |
| 1992 | Loco corazón            | María Gracia |
| 1994 | De Frente               | María Gracia |